# Castillo de Karak
El castillo de Karak (del árabe: قلعة الكرك ‘Qal'at al-Karak’) está situado en Al Karak, Jordania. Es uno de los castillos cruzados más grandes del Levante mediterráneo. Su construcción comenzó en la década de 1140, bajo el mando de Payen el Mayordomo, mayordomo del rey Fulco de Jerusalén. Payen convirtió Karak en su bastión principal, sustituyendo al castillo de Montreal menos protegido y más al sur.
Está construido sobre una montaña rocosa y tiene fosos de hasta 20 m de altura. Fue diseñado para resistir largos asedios, tanto por su sistema de suministros como por sus defensas.

## Historia
Después de la batalla de los Cuernos de Hattin en 1187, Saladino sitió el castillo y lo conquistó finalmente en 1189.
En 1263 el mameluco Baibars amplió el castillo y construyó una torre en la esquina noroeste de la fortificación.
En 1840 Ibrahim bajá tomó posesión de la plaza y destruyó gran parte de sus fortificaciones.
El castillo es un notable ejemplo de arquitectura de los Cruzados, con una mezcla de estilos europeo, bizantino y árabe.

## Galería

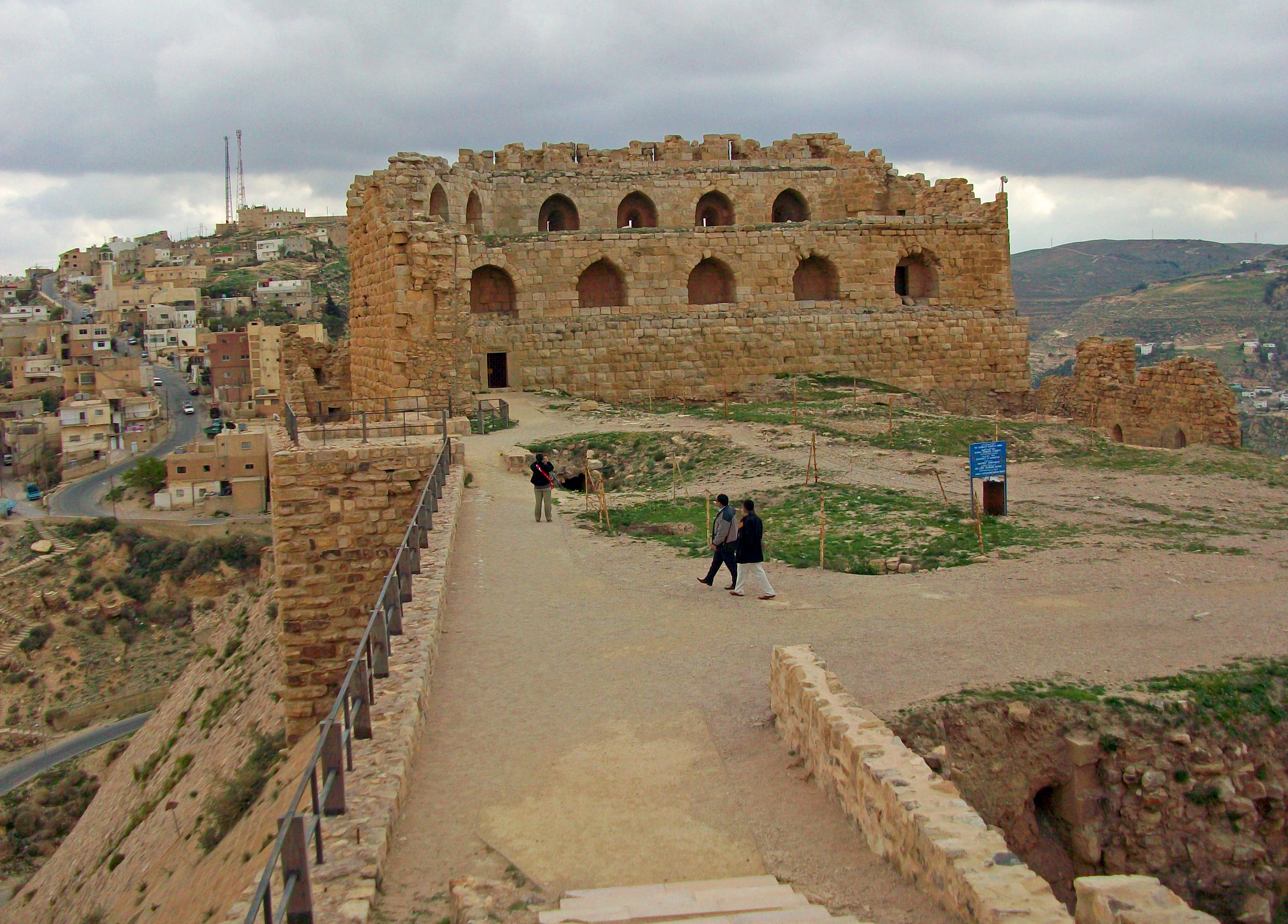
Castillo de Karak
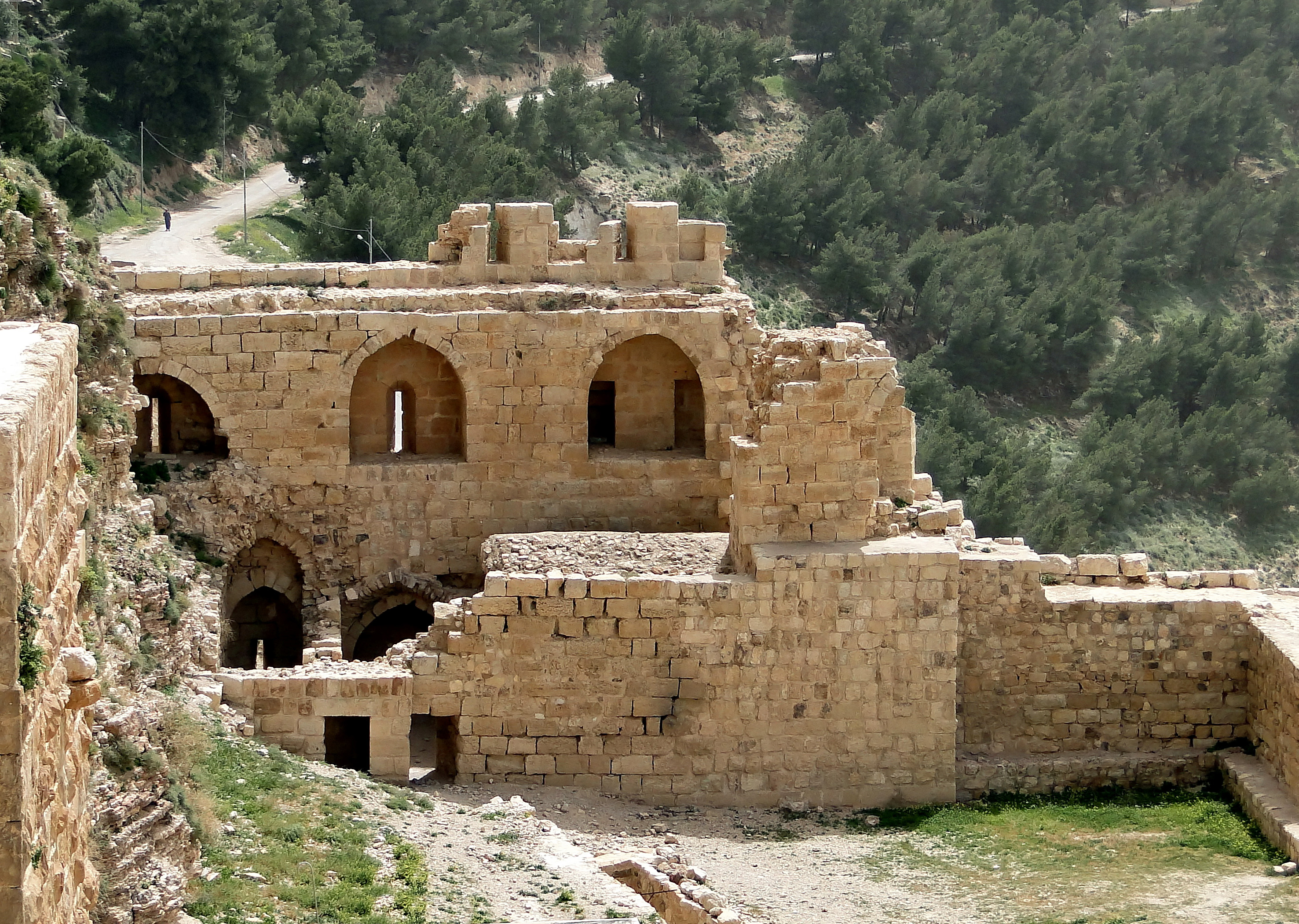
Castillo de Karak
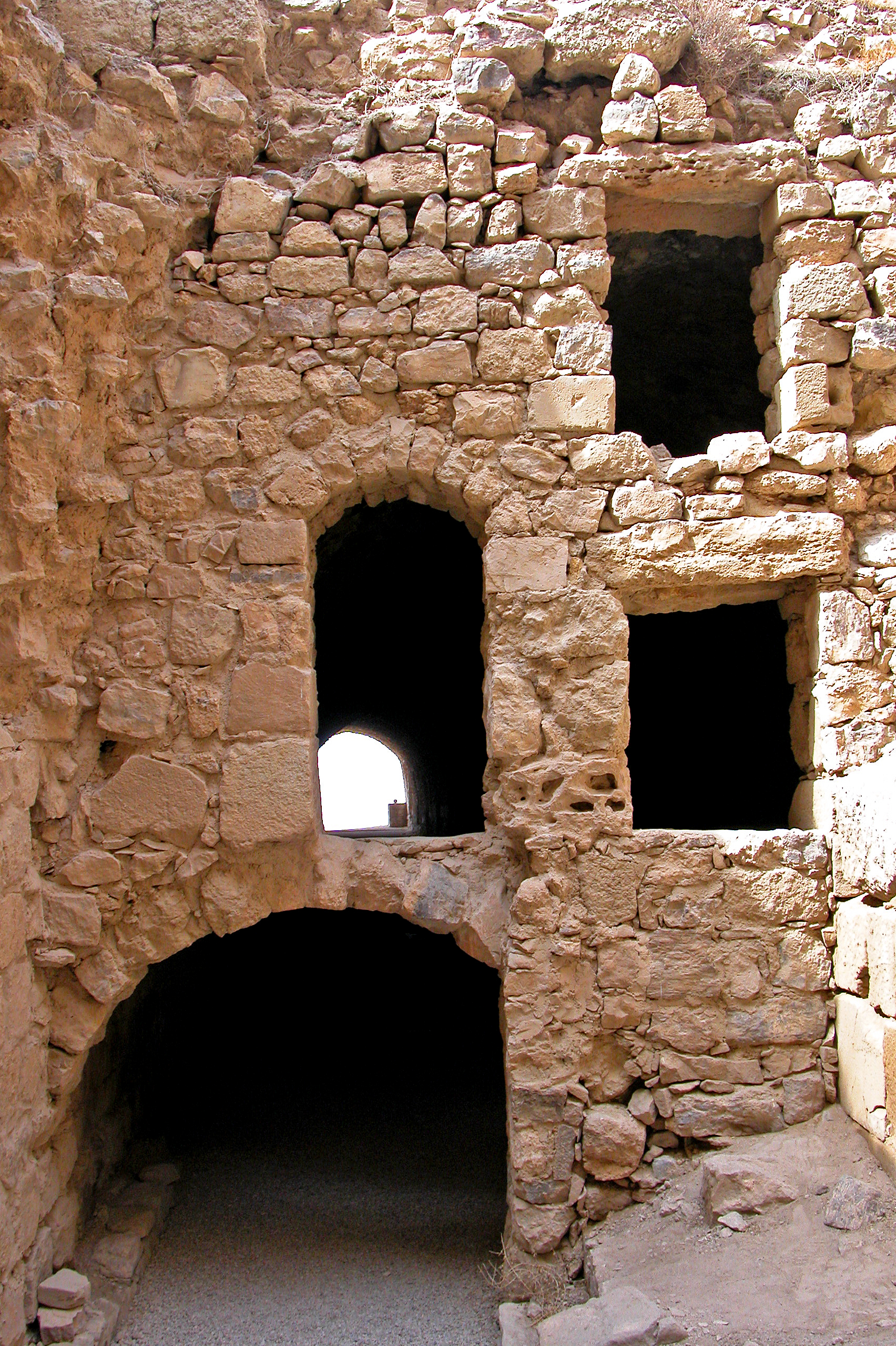
Castillo de Karak, interior
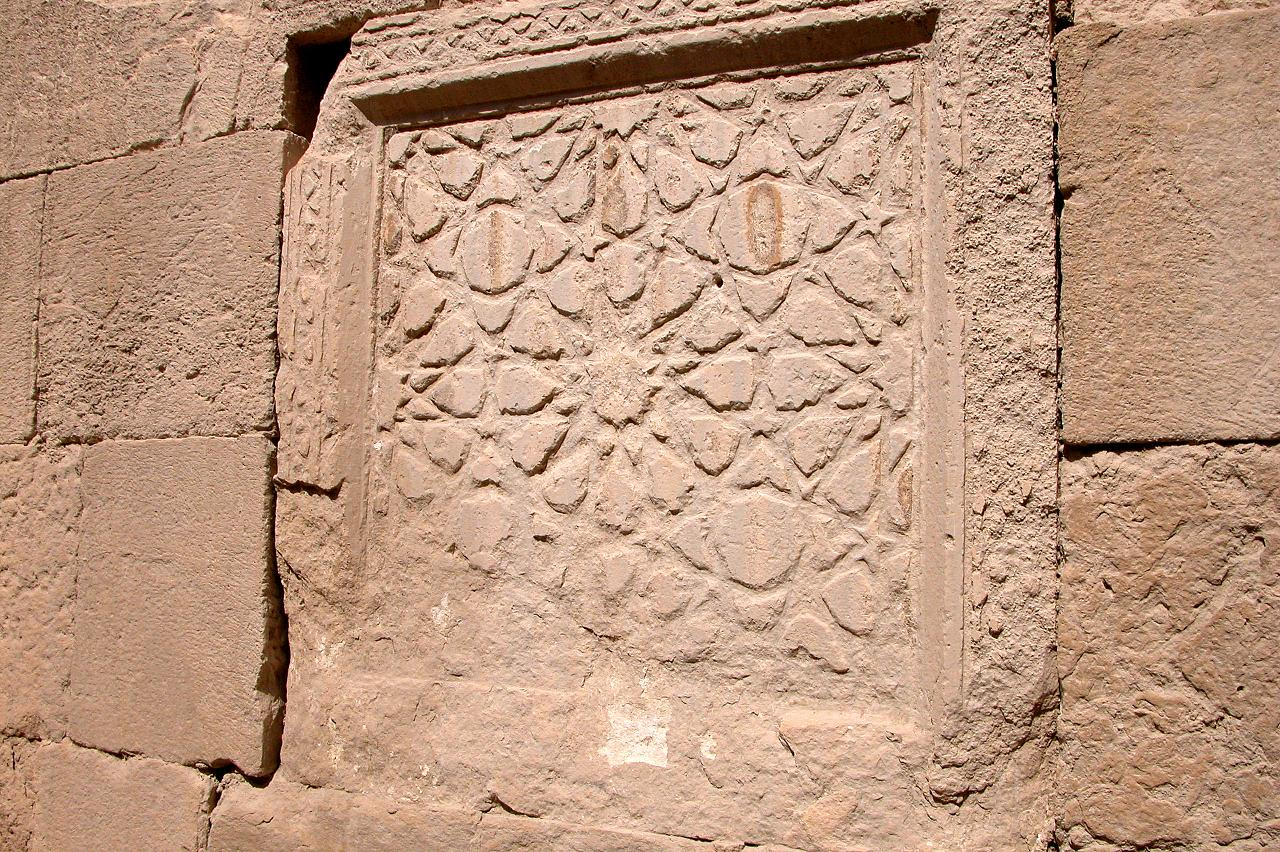
Castillo de Karak, ornamentación del muro
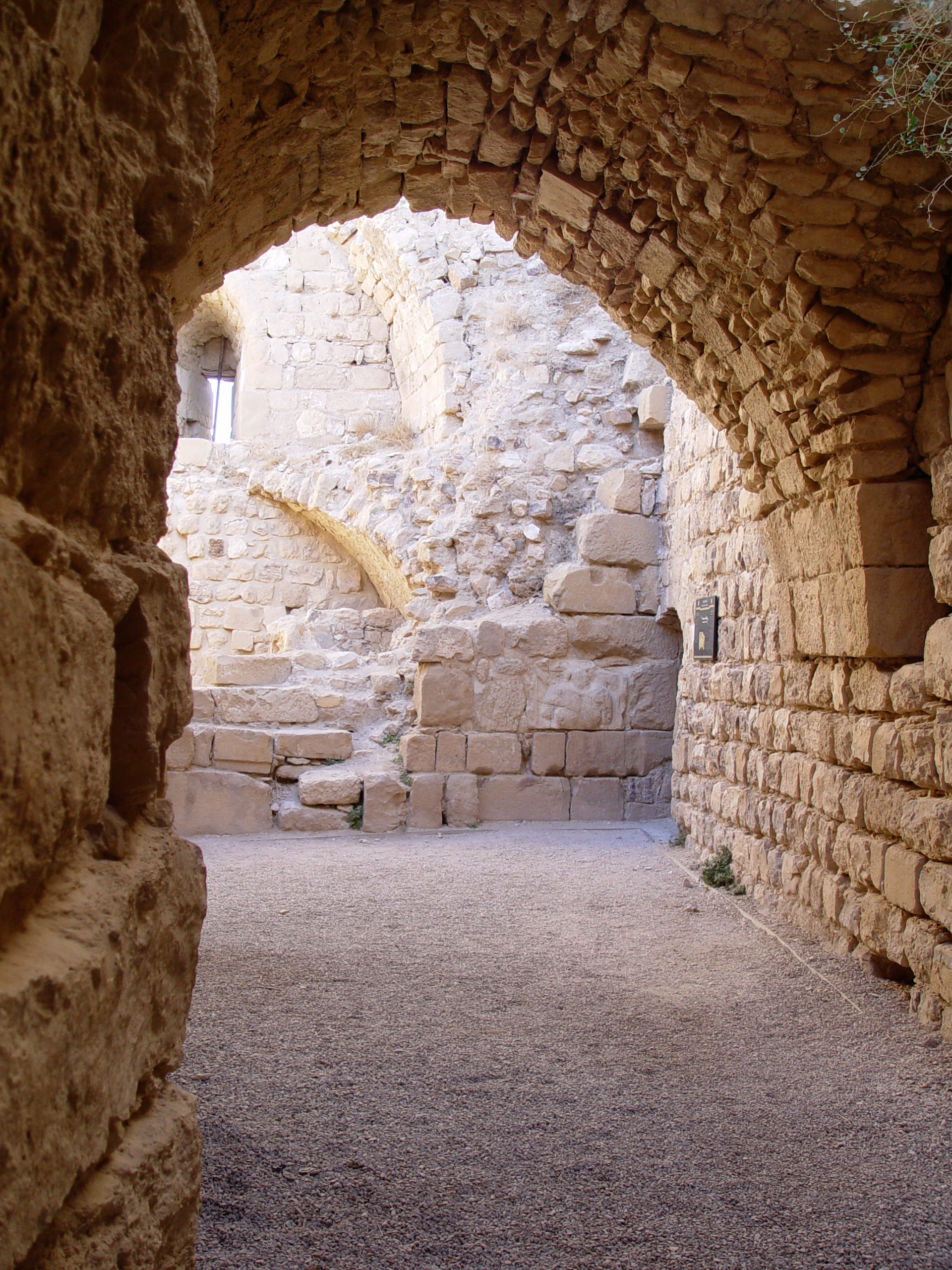
Interior del castillo
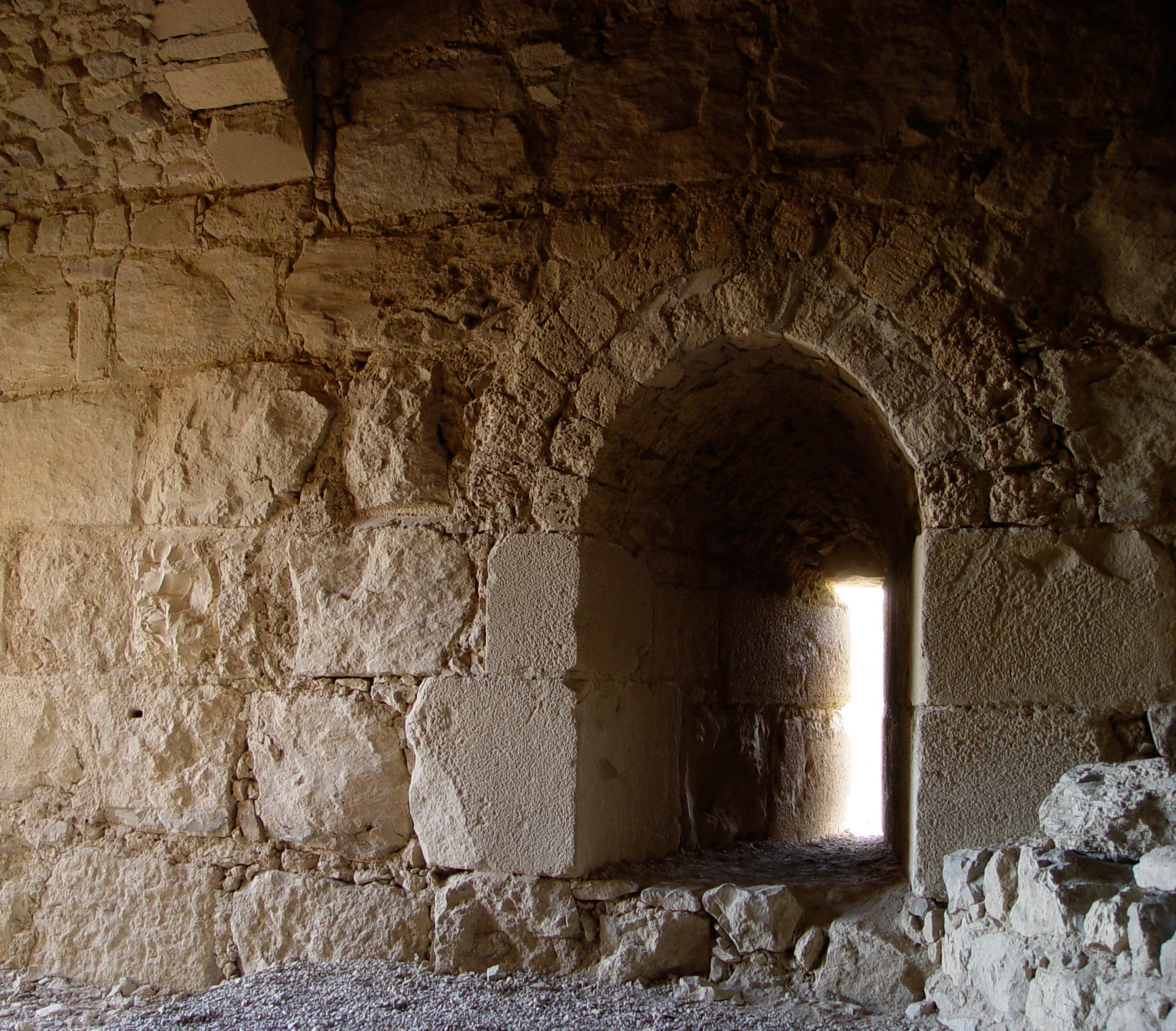
Interior del castillo
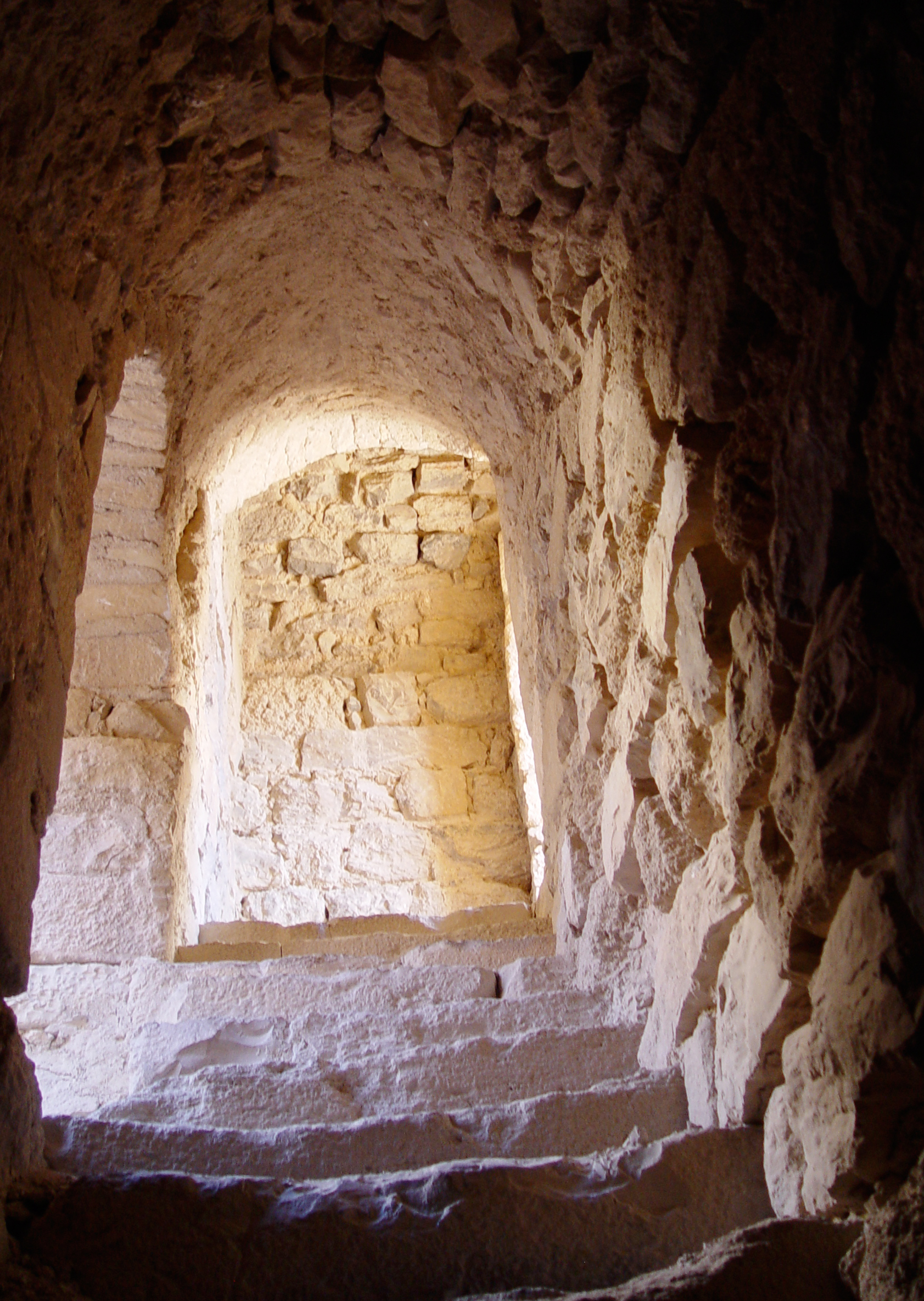
Interior del castillo
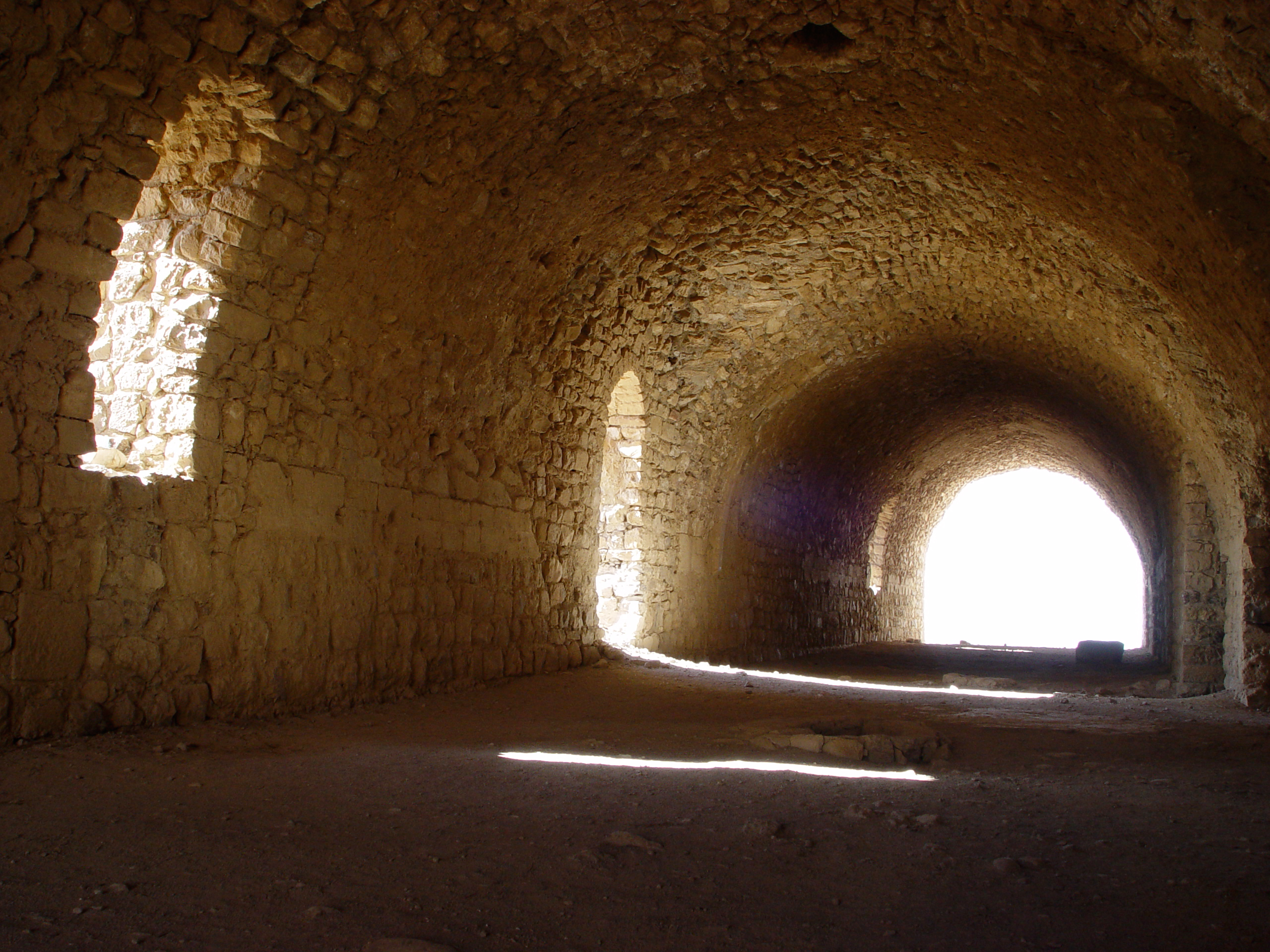
Interior del castillo
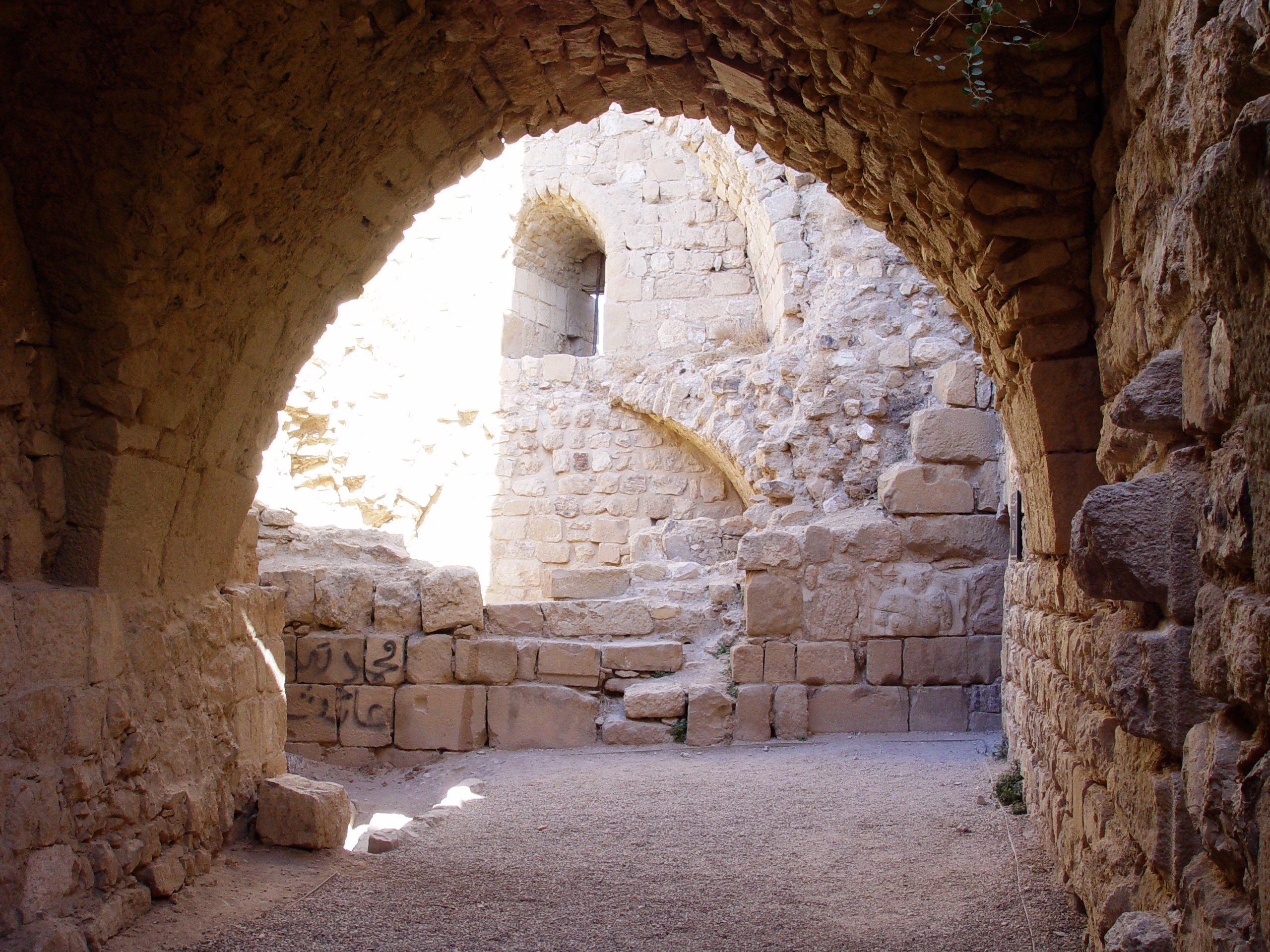
Interior del castillo